# 7 de abril
7 de abril é o 97.º dia do ano no calendário gregoriano (98.º em anos bissextos). Faltam 268 dias para acabar o ano.

## Eventos históricos

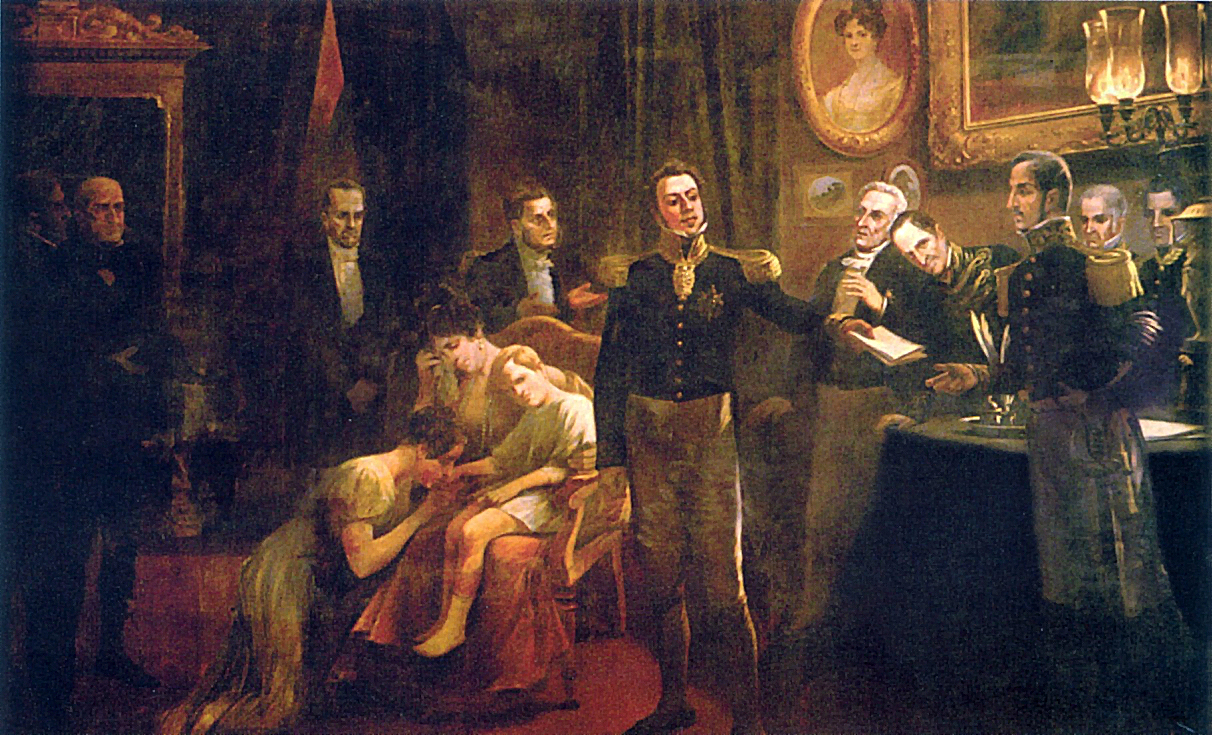
1831: Abdicação de Pedro I do Brasil

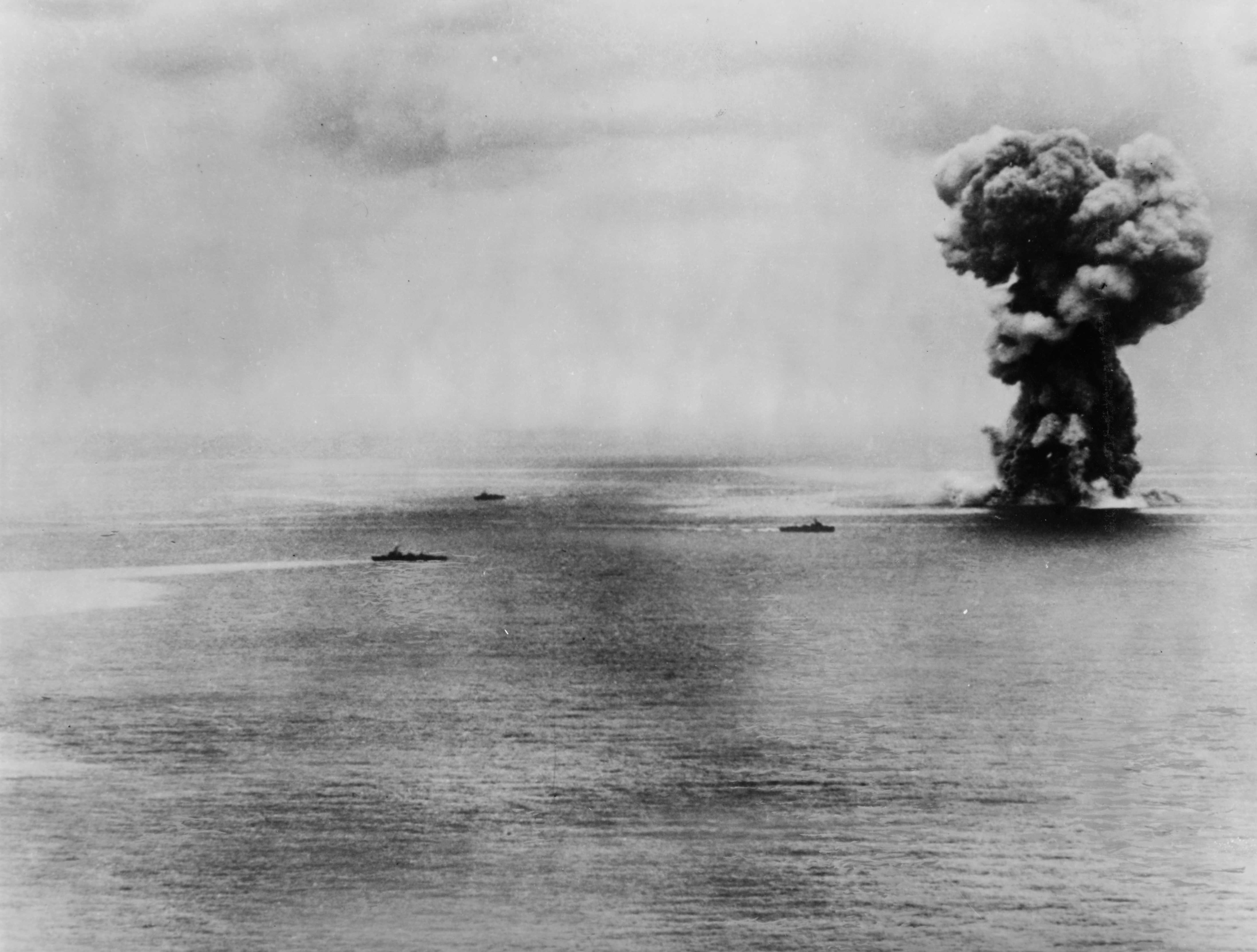
1945: Explosão do navio de guerra japonês Yamato

1948: Bandeira da Organização Mundial da Saúde (OMS)

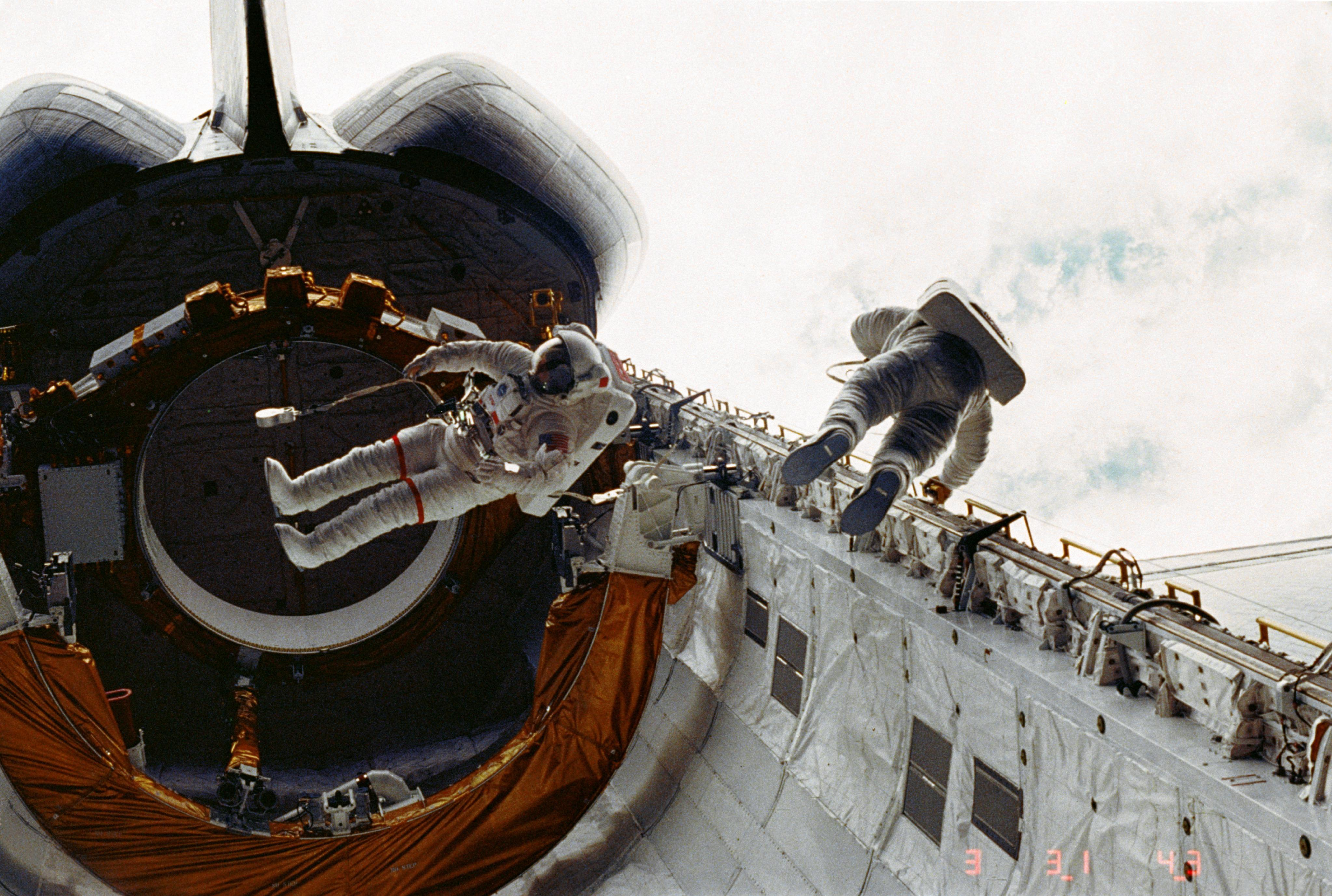
1983: STS-6

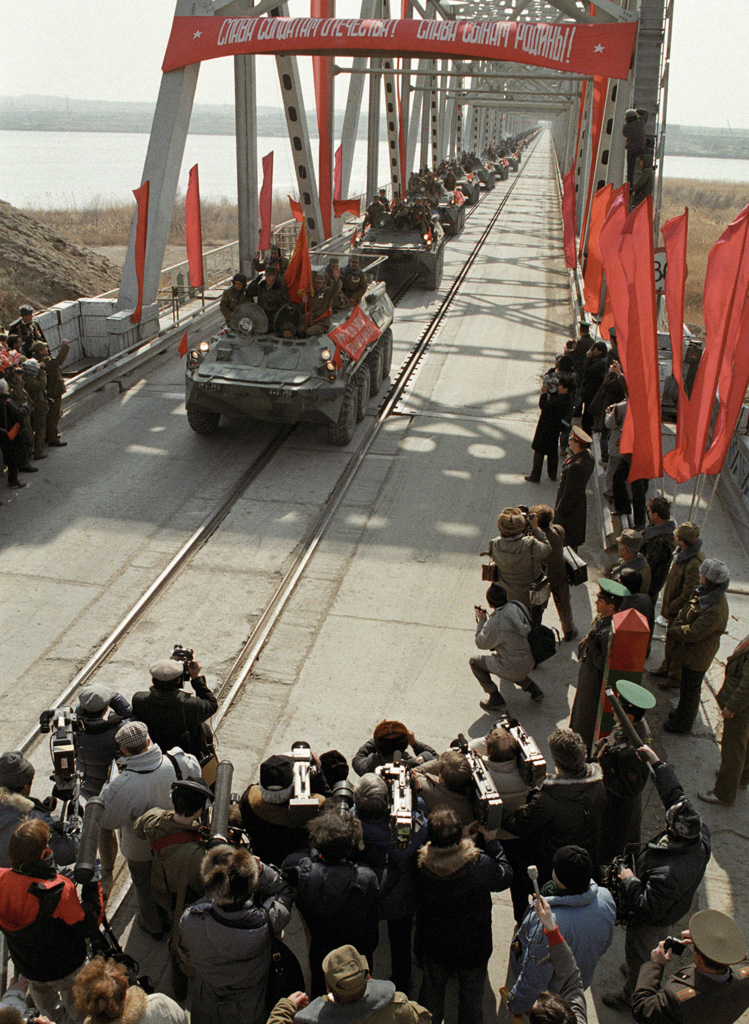
1988: Retirada soviética do Afeganistão

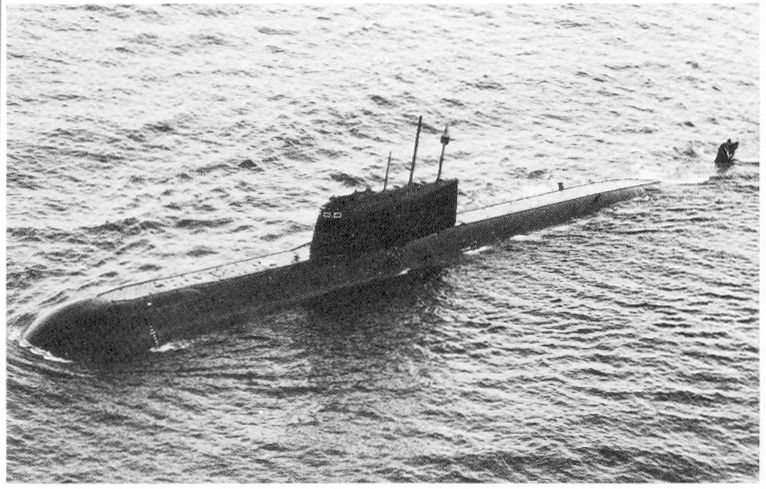
1989: O submarino soviético Komsomolets

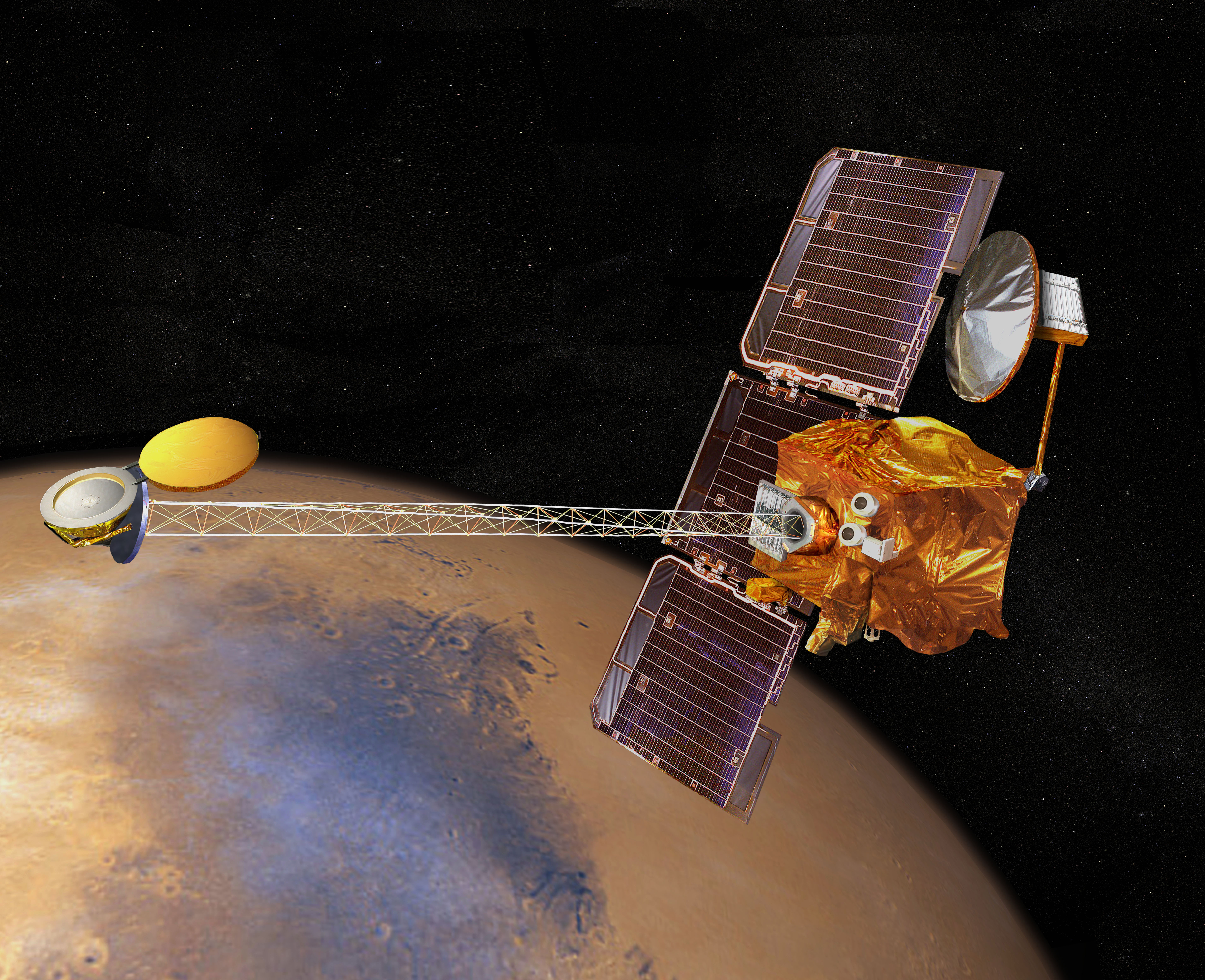
2001: Representação artística da Mars Odyssey na órbita de Marte

- 0451 — Átila, o Huno, saqueia a cidade de Metz e ataca outras cidades na Gália.
- 0529 — A primeira versão do Corpus Juris Civilis (uma obra jurídica fundamental) é publicada pelo imperador romano-oriental Justiniano.
- 1141 — Matilde, ex-princesa da Inglaterra e ex-imperatriz do Sacro Império Romano-Germânico (viúva do imperador Henrique V) se torna a primeira governante feminina da Inglaterra, adotando o título de "Senhora dos Ingleses".
- 1348 — Fundação da Universidade Carolina em Praga.
- 1449 — Félix V abdica de sua reivindicação ao papado, terminando o reinado do último antipapa histórico.
- 1521 — Fernão de Magalhães chega a Cebu nas Filipinas.
- 1541 — Francisco Xavier parte de Lisboa em uma missão nas Índias Orientais portuguesas.
- 1724 — Estreia de Paixão segundo São João, BWV 245 de Johann Sebastian Bach na igreja de São Nicolau, Leipzig.
- 1767 — Fim da Guerra birmano-siamesa (1765-1767).
- 1789 — Selim III se torna sultão do Império Otomano e califa do Islã.
- 1795 — A convenção francesa estabelece o Sistema Métrico Decimal.
- 1805
  - O compositor alemão Ludwig van Beethoven estreia sua Terceira Sinfonia, no Theater an der Wien em Viena.
  - Expedição de Lewis e Clark: os exploradores estadunidenses levantam acampamento na tribo Mandan e retomam sua jornada para o oeste ao longo do rio Missouri. O objetivo final deles é chegar a costa oeste da América do Norte, banhada pelo Oceano Pacífico.
- 1812 — Guerras Napoleônicas: a cidade fortificada de Badajoz, na Espanha, é tomada pelas tropas aliadas após várias tentativas de retomar o local das tropas francesas.
- 1827 — Guerra da Cisplatina: é iniciada a Batalha de Monte Santiago, que durou dois dias e terminou com a divisão naval argentina destruída pela Marinha Imperial do Brasil no litoral argentino.
- 1831
  - O imperador Pedro I do Brasil abdica em favor de seu filho D. Pedro de Alcântara, futuro D. Pedro II. O ato marcou o fim do Primeiro reinado.
  - Decreto nomeia José Bonifácio tutor dos príncipes do Império do Brasil.
  - A Assembleia Geral nomeia uma Regência Trina Provisória, cujos membros são: Marquês de Caravelas, Francisco de Lima e o Nicolau Pereira de Campos Vergueiro, dando início ao Período Regencial.
- 1906
  - O Monte Vesúvio entra em erupção e devasta Nápoles.
  - A Conferência de Algeciras dá a França e a Espanha o controle sobre o Marrocos.
- 1908 — Fundação da Associação Brasileira de Imprensa por Gustavo de Lacerda, no Rio de Janeiro.
- 1922 — Escândalo de Teapot Dome: o secretário do Interior dos Estados Unidos aluga as reservas petrolíferas de Teapot Dome, no Wyoming.
- 1926 — Violet Gibson tenta assassinar o primeiro-ministro italiano Benito Mussolini.
- 1933 — A Alemanha nazista emite a Lei para a Restauração do Serviço Civil Profissional, proibindo judeus e dissidentes políticos de assumirem cargos públicos.[1]
- 1939 — Benito Mussolini declara a Albânia um protetorado italiano e força o rei Zog I ao exílio.
- 1943
  - Holocausto na Ucrânia: em Terebovlia, os alemães ordenam que 1 100 judeus se dispam e marchem pela cidade até a aldeia vizinha de Plebanivka, onde são fuzilados e enterrados em valas.
  - Ioannis Rallis torna-se primeiro-ministro colaboracionista na Grécia durante a ocupação do Eixo.
- 1945 — Segunda Guerra Mundial: o navio de guerra japonês Yamato, o maior navio de guerra já construído, é afundado por aviões americanos 200 milhas ao norte de Okinawa, quando se dirigia para uma missão suicida na Operação Ten-Go.
- 1946
  - A independência da Síria da França é oficialmente reconhecida.
  - A União Soviética anexa a Prússia Oriental como o oblast de Kaliningrado da República Socialista Federativa Soviética da Rússia.
- 1948 — A Organização Mundial da Saúde é criada pelas Nações Unidas.
- 1954 — O presidente dos Estados Unidos, Dwight D. Eisenhower, faz o seu discurso da "Teoria do dominó" durante uma coletiva de imprensa.
- 1955 — Winston Churchill renuncia ao cargo de primeiro-ministro do Reino Unido em meio a indícios de problemas de saúde.
- 1956 — A Espanha Franquista renuncia ao seu protetorado em Marrocos.
- 1957 — Inaugurado o Monumento Nacional aos Mortos da Segunda Guerra Mundial, no Rio de Janeiro, para receber os restos mortais dos soldados brasileiros mortos na Itália.
- 1964 — IBM anuncia o System/360.
- 1968 — O campeão mundial britânico de automobilismo Jim Clark morre em um acidente durante uma corrida de Fórmula 2 em Hockenheim.
- 1969 — Data de nascimento simbólica da Internet: é publicada a RFC 1.
- 1971 — O presidente dos Estados Unidos, Richard Nixon, anuncia sua decisão de acelerar o ritmo da vietnamização.
- 1972 — Guerra do Vietnã: as forças comunistas invadem a cidade sul-vietnamita de Loc Ninh.[2]
- 1977 — Guerra Fria: O promotor federal alemão Siegfried Buback e seu motorista são baleados por dois membros do grupo terrorista de orientação marxista Fração do Exército Vermelho enquanto esperavam em um sinal vermelho.
- 1978 — O desenvolvimento da bomba de nêutrons é cancelado pelo presidente dos Estados Unidos Jimmy Carter.
- 1980 — Durante a Crise dos reféns americanos no Irã, os Estados Unidos cortam as relações diplomáticas com o Irã.
- 1983 — Durante a STS-6, os astronautas Story Musgrave e Donald Peterson realizam a primeira atividade extraveicular.
- 1988 — O ministro da Defesa soviético Dmitry Yazov ordena a retirada soviética do Afeganistão.
- 1989 — O submarino soviético Komsomolets afunda no mar de Barents, na costa da Noruega, matando 42 marinheiros.
- 1992 — A República Sérvia anuncia a sua independência.
- 1994
  - Genocídio de Ruanda: o massacre dos tútsis começa em Kigali, Ruanda.
  - Auburn Calloway tenta derrubar o voo FedEx 705 para permitir que sua família se beneficie de sua apólice de seguro de vida.
- 2001 — É lançada a sonda espacial Mars Odyssey.
- 2003 — Tropas dos Estados Unidos capturam Bagdá; o regime de Saddam Hussein cai dois dias depois.
- 2009
  - O ex-presidente peruano Alberto Fujimori é condenado a 25 anos de prisão por ordenar assassinatos e sequestros por parte das forças de segurança.
  - Protestos em Chişinău, capital da Moldávia, por motivo de contestação dos resultados das eleições parlamentares, que deram a vitória ao candidato Vladimir Voronin, do Partido dos Comunistas.
- 2011
  - As Forças de Defesa de Israel usam seu sistema de mísseis Cúpula de Ferro para interceptar com sucesso um BM-21 Grad lançado de Gaza, marcando a primeira interceptação de mísseis de curto alcance de todos os tempos.
  - Massacre em escola deixa doze crianças e o atirador mortos no Rio de Janeiro.
- 2017
  - O presidente dos Estados Unidos, Donald Trump, ordena o ataque com mísseis Shayrat em 2017 contra a Síria em retaliação ao ataque químico de Khan Shaykhun.
  - Um homem dirige deliberadamente um caminhão sequestrado contra uma multidão em Estocolmo, Suécia, matando cinco pessoas e ferindo outras quinze.
- 2018 — O ex-presidente brasileiro Luiz Inácio Lula da Silva é preso por corrupção por determinação do então juiz Sergio Moro, da “Operação Lava Jato”. Lula ficou preso por 580 dias e solto por determinação do Supremo Tribunal Federal.
- 2020 — Pandemia de COVID-19: a China encerra seu bloqueio em Wuhan.
- 2021 — Pandemia de COVID-19: os Centros de Controle e Prevenção de Doenças anunciam que a variante Alfa do SARS-CoV-2 se tornou a cepa dominante de COVID-19 nos Estados Unidos.

## Nascimentos

Francisco Xavier

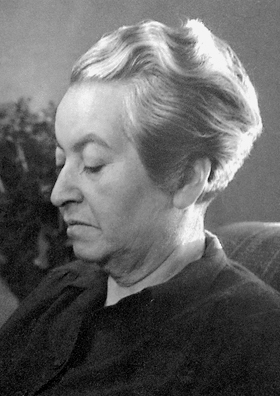
Gabriela Mistral

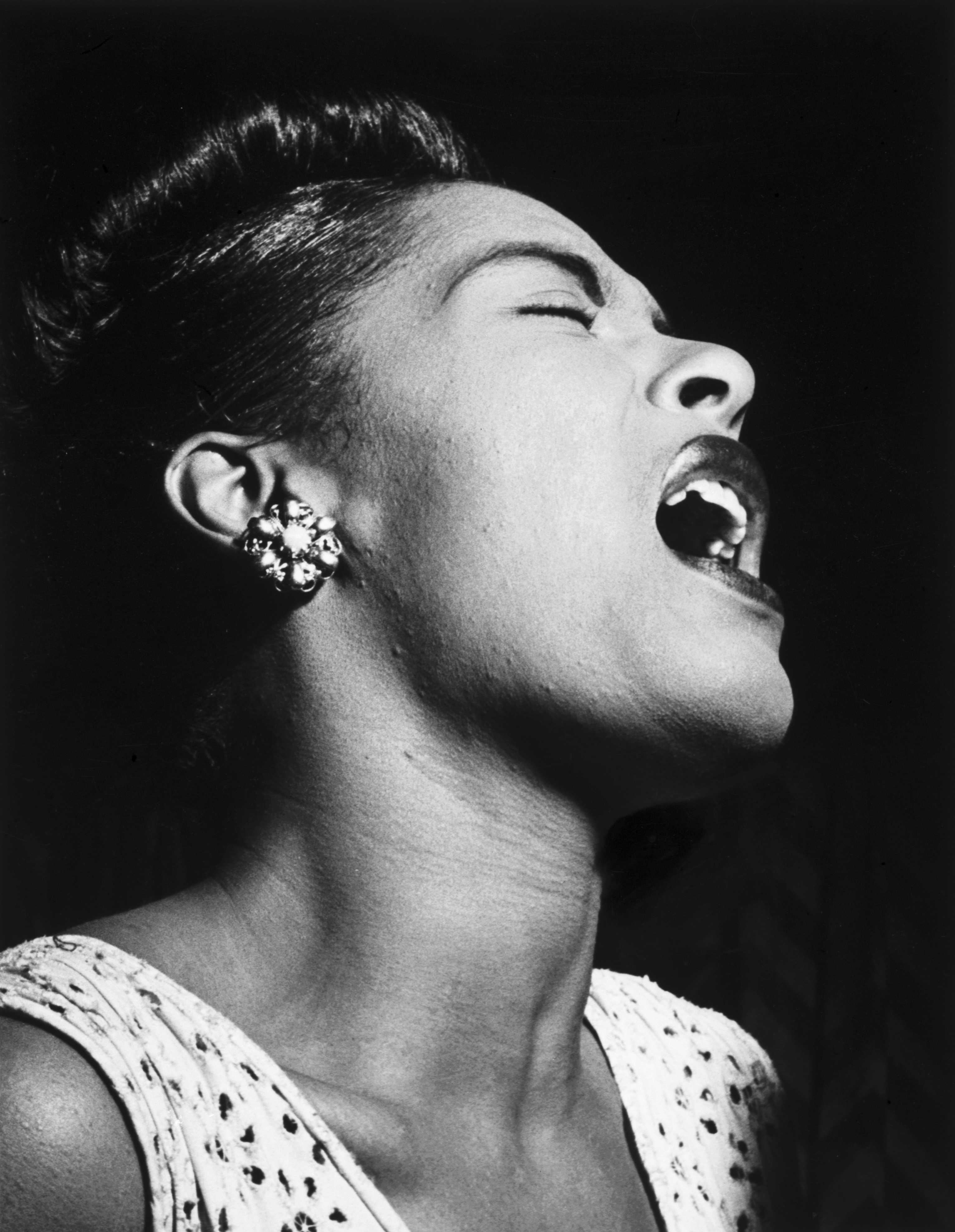
Billie Holiday

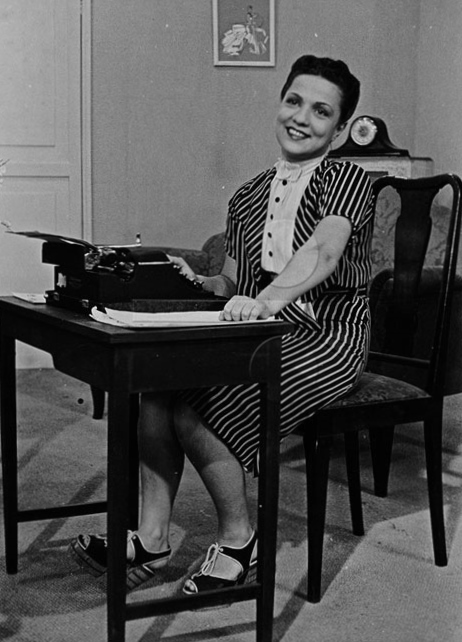
Dircinha Batista

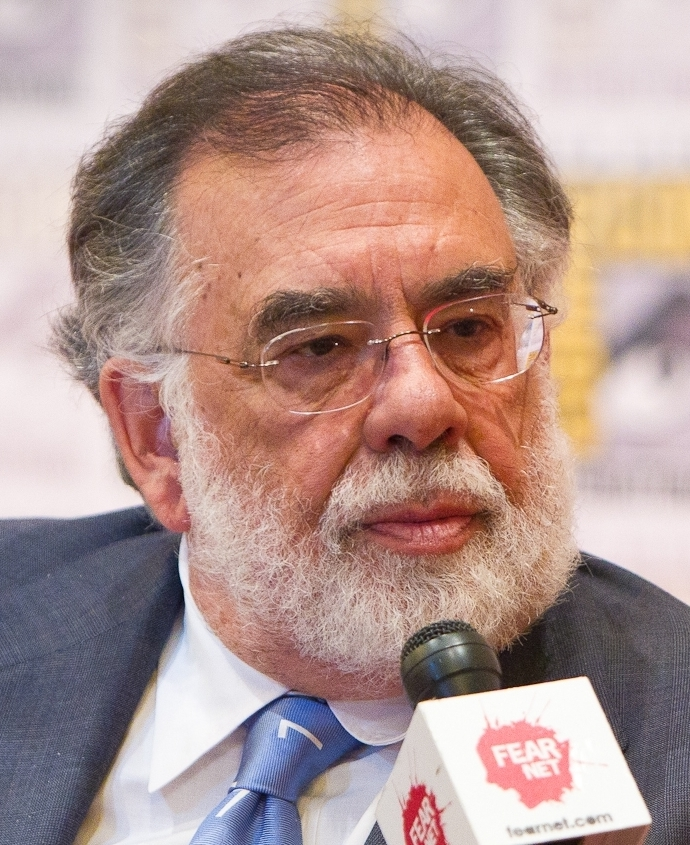
Francis Ford Coppola

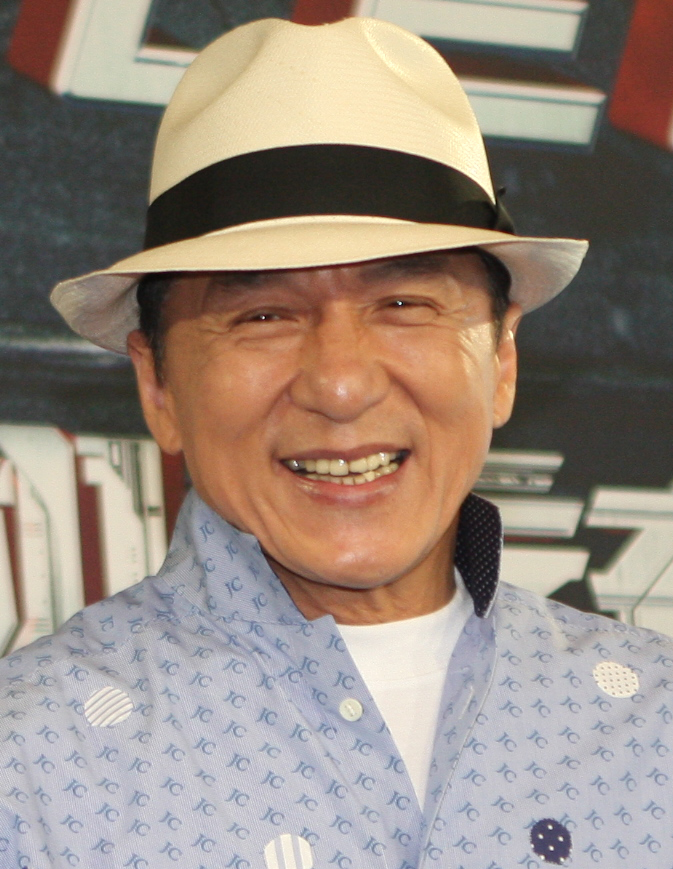
Jackie Chan

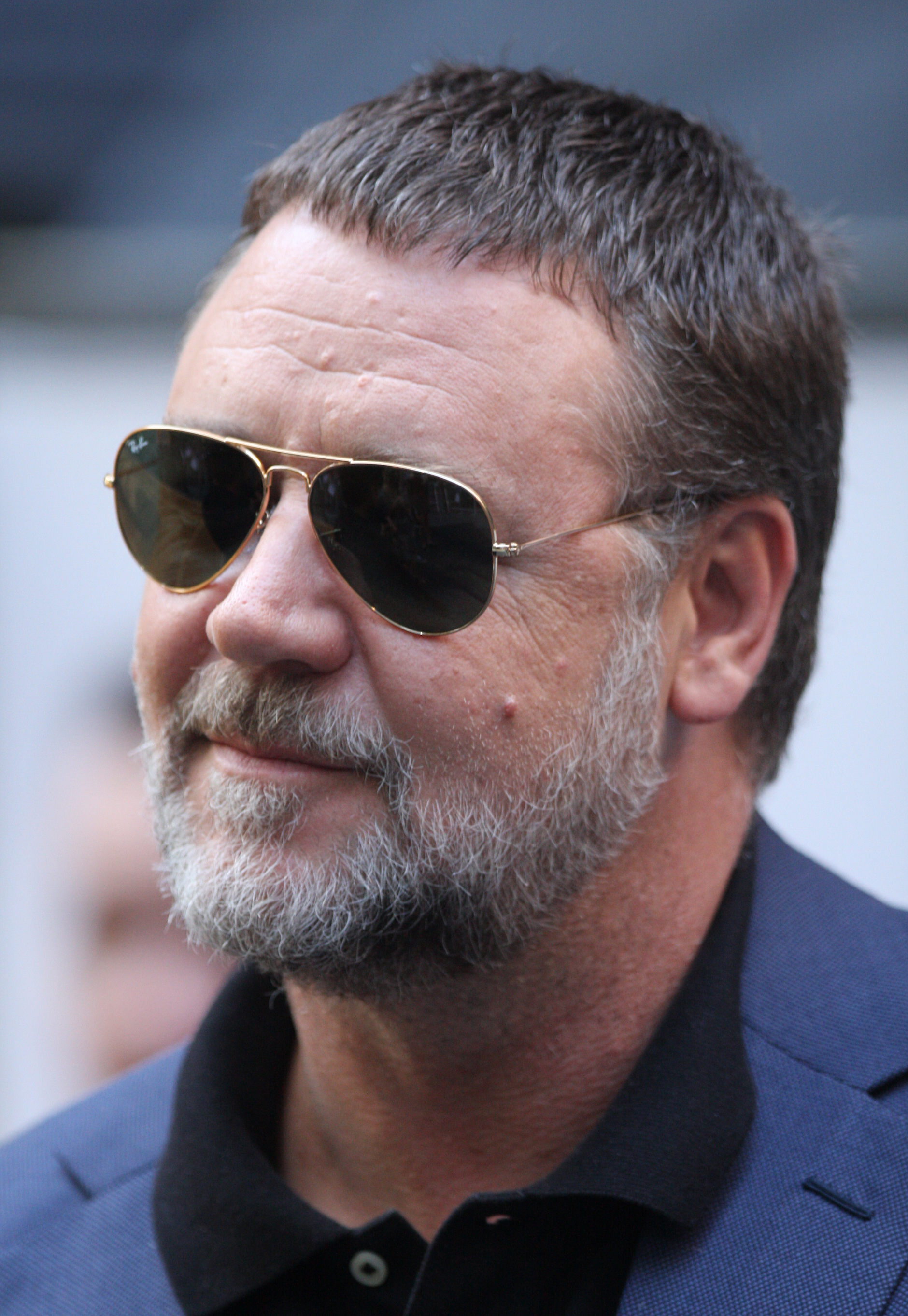
Russell Crowe

### Anteriores ao século XIX
- 1506 — Francisco Xavier, missionário e santo espanhol (m. 1552).
- 1613 — Gerrit Dou, pintor neerlandês (m. 1675).
- 1629 — João José de Áustria (m. 1679).
- 1640 — Ludmila Isabel de Schwarzburg-Rudolstadt, escritora de hinos alemã (m. 1672)
- 1652 — Papa Clemente XII (m. 1740).
- 1727 — Michel Adanson, botânico, entomologista e micologista francês (m. 1806).
- 1742 — Gunning Bedford, Sr., político estadunidense (m. 1797).
- 1763 — Domenico Dragonetti, baixista e compositor italiano (m. 1846).
- 1770 — William Wordsworth, poeta britânico (m. 1850).
- 1772 — Charles Fourier, filósofo francês (m. 1837).
- 1780 — William Ellery Channing, pregador e teólogo norte-americano (m. 1842).
- 1786 — William R. King, político estadunidense (m. 1853).
- 1799 — Nuno Caetano Álvares Pereira de Melo, 6.º Duque do Cadaval, e político português (m. 1837).

### Século XIX
- 1803 — Flora Tristan, escritora e ativista francesa (m. 1844).
- 1841 — Epifânio Dias, literato português (m. 1916).
- 1846 — Luís Filipe de Saldanha da Gama, militar brasileiro (m. 1895).
- 1853 — Leopoldo, Duque de Albany (m. 1884).
- 1859 — Walter Camp, jogador de futebol e treinador de futebol americano (m. 1925).
- 1860
  - Will Keith Kellogg, empresário norte-americano (m. 1951).
  - José Bonifácio da Cunha, político brasileiro (m. 1915).
- 1866 — Annie Vivanti, poetisa italiana (m. 1942).
- 1868 — Eduardo Sarmento Leite, médico e professor brasileiro (m. 1935).
- 1870 — Gustav Landauer, teórico e ativista alemão (m. 1919).
- 1872 — Marie Equi, ativista estadunidense (m. 1952).
- 1880 — Germano José de Amorim, político português (m. 1971).
- 1881 — Ernst Löwenstein, advogado alemão (m. 1974).
- 1882 — Kurt von Schleicher, general e político alemão (m. 1934).
- 1883 — Gino Severini, pintor e escritor ítalo-francês (m. 1966).
- 1884 — Clement Smoot, golfista americano (m. 1963).
- 1889 — Gabriela Mistral, poetisa e educadora chilena, ganhadora do Prêmio Nobel (m. 1957).
- 1890
  - Paul Berth, futebolista dinamarquês (m. 1969).
  - Victoria Ocampo, escritora argentina (m. 1979).
  - Marjory Stoneman Douglas, jornalista e ativista americana (m. 1998).
- 1891 — Ole Kirk Christiansen, empresário dinamarquês (m. 1958).
- 1892 — Julius Hirsch, futebolista alemão (m. 1945).
- 1893
  - Allen Dulles, advogado e diplomata americano (m. 1969).
  - Almada Negreiros, artista e escritor português (m. 1970).
- 1894 — Gerald Brenan, escritor britânico (m. 1987).
- 1895 — Margarete Schön, atriz alemã (m. 1985).
- 1897
  - Erich Löwenhardt, tenente e aviador polaco-alemão (m. 1918).
  - Walter Winchell, jornalista e radialista estadunidense (m. 1972).
- 1899 — Robert Casadesus, pianista e compositor francês (m. 1972).

### Século XX

#### 1901–1950
- 1902 — Kustaa Pihlajamäki, lutador finlandês (m. 1944).
- 1903 — James Greenway, ornitólogo norte-americano (m. 1989).
- 1907
  - Lê Duẩn, político vietnamita (m. 1986).
  - Ernest Chambers, ciclista britânico (m. 1985).
- 1908
  - Percy Faith, compositor, maestro e bandleader canadense (m. 1976).
  - Mikhail Somov, oceanólogo russo (m. 1973).
  - Alfred Eisenbeisser, futebolista e patinador artístico romeno (m. 1991).
- 1912 — Hans Dorr, militar alemão (m. 1945).
- 1913 — Louise Currie, atriz estadunidense (m. 2013).
- 1914 — Walter Hugo Stockmayer, químico estadunidense (m. 2004).
- 1915
  - Billie Holiday, cantora, compositora e atriz estadunidense (m. 1959).
  - Alexandrina da Prússia (m. 1980).
- 1917 — Alfred Bottler, militar alemão (m. 1996).
- 1918 — Bobby Doerr, jogador e treinador de beisebol americano (m. 2017).
- 1919 — Edoardo Mangiarotti, esgrimista italiano (m. 2012).
- 1920 — Ravi Shankar, tocador de cítara e compositor indiano-americano (m. 2012).
- 1921 — Feza Gürsey, matemático e físico turco (m. 1992).
- 1922
  - Dircinha Batista, atriz e cantora brasileira (m. 1999).
  - Mongo Santamaría, baterista cubano-americano (m. 2003).
- 1923 — Peter Hilton, matemático britânico (m. 2010).
- 1924 — Johannes Mario Simmel, escritor e roteirista austríaco-britânico (m. 2009).
- 1926 — Jon van Rood, imunologista neerlandês (m. 2017).
- 1927
  - Babatunde Olatunji, baterista, educador e ativista nigeriano-americano (m. 2003).
  - Georg Schmidt, treinador de futebol austríaco (m. 1990).
- 1928
  - James Garner, ator, cantor e produtor estadunidense (m. 2014).
  - Alan J. Pakula, diretor, produtor e roteirista americano (m. 1998).
- 1929 — Bob Denard, soldado francês (m. 2007).
- 1930 — Roger Vergé, chef e dono de restaurante francês (m. 2015).
- 1931
  - Daniel Ellsberg, ativista e escritor americano (m. 2023).
  - Donald Barthelme, escritor de contos e romancista americano (m. 1989).
  - Ted Kotcheff, diretor de cinema canadense.
  - Ferenc Szojka, futebolista e treinador de futebol húngaro (m. 2011).
- 1932
  - Cal Smith, cantor e guitarrista americano (m. 2013).
  - Bill Foster, diretor de televisão estadunidense (m. 2011).
- 1933 — Wayne Rogers, ator, investidor e produtor estadunidense (m. 2015).
- 1934 — Ian Richardson, ator britânico (m. 2007).
- 1936 — Reditario Cassol, político brasileiro.
- 1938
  - Freddie Hubbard, trompetista e compositor americano (m. 2008).
  - Jerry Brown, advogado e político americano.
  - Spencer Dryden, baterista estadunidense (m. 2005).
- 1939
  - Francis Ford Coppola, diretor, produtor e roteirista americano.
  - David Frost, jornalista e apresentador de game show britânico (m. 2013).
  - Brett Whiteley, pintor australiano (m. 1992).
- 1941
  - Cornelia Frances, atriz anglo-australiana (m. 2018).
  - Gorden Kaye, ator britânico (m. 2017).
  - Mussum, músico, ator e comediante brasileiro (m. 1994).
- 1943
  - Mick Abrahams, cantor, compositor e guitarrista britânico.
  - Joaquim Agostinho, ciclista português (m. 1984).
- 1944 — Gerhard Schröder, advogado e político alemão.
- 1945
  - Joël Robuchon, chef e escritor francês (m. 2018).
  - Werner Schroeter, diretor e roteirista alemão (m. 2010).
  - Adílson Ramos, cantor e compositor brasileiro.
- 1946
  - Colette Besson, corredora e educadora francesa (m. 2005).
  - Stan Winston, designer de efeitos especiais e maquiador americano (m. 2008).
  - Vanderlei Paiva, futebolista e treinador de futebol brasileiro (m. 2023).
  - Léon Krier, arquiteto e urbanista luxemburguês.
- 1947
  - Florian Schneider, cantor e baterista alemão (m. 2020).
  - Michèle Torr, cantora e escritora francesa.
  - Jane di Castro, cantora e artista performática brasileira (m. 2020).
- 1948
  - Arnie Robinson, atleta americano (m. 2020).
  - Carol Douglas, cantora estadunidense.
  - John Oates, cantor, compositor, guitarrista e produtor musical estadunidense.
  - Pietro Anastasi, futebolista e treinador de futebol italiano (m. 2020).
  - Klaus Röder, músico alemão.
- 1949
  - Mitch Daniels, acadêmico e político americano.
  - Valentina Matvienko, política russa.
  - Guido Mantega, economista e político brasileiro.
- 1950 — Marisa Letícia Lula da Silva, primeira-dama brasileira (m. 2017).

#### 1951–2000
- 1951
  - Janis Ian, cantora, compositora e guitarrista estadunidense.
  - Jean-Louis Borloo, político francês.
- 1952
  - Rubén Galván, futebolista argentino (m. 2018).
  - Clarke Peters, ator, cantor e diretor estadunidense.
- 1953 — Miriam Leitão, jornalista brasileira.
- 1954
  - Jackie Chan, ator, dublê, diretor, produtor e roteirista chinês.
  - Tony Dorsett, ex-jogador de futebol americano estadunidense.
- 1955
  - Akira Nishino, treinador de futebol japonês.
  - Kang Kyung-wha, diplomata sul-coreana.
- 1958 — Décio Roberto, ator e comediante brasileiro (m. 1991).
- 1959 — Jamal Al-Qabendi, futebolista kuwaitiano (m. 2021).
- 1960
  - Buster Douglas, ex-pugilista estadunidense.
  - Sandy Powell, figurinista britânica.
  - Heriberto da Cunha, treinador de futebol brasileiro.
  - Norbert Schramm, ex-patinador artístico alemão.
  - Yvan Colonna, líder separatista e ativista francês (m. 2022).
  - Elaine Miles, atriz norte-americana.
- 1961
  - Luigi De Agostini, ex-futebolista italiano.
  - Axel Bauer, cantor, compositor, ator e músico francês.
  - Pascal Olmeta, ex-futebolista francês.
  - Troels Rasmussen, ex-futebolista dinamarquês.
- 1962 — Andrew Hampsten, ex-ciclista americano.
- 1963
  - Bernard Lama, ex-futebolista francês.
  - Djalma Fogaça, automobilista brasileiro.
  - Jaime de Marichalar, empresário espanhol.
- 1964
  - Fernando Pasini, pintor brasileiro.
  - Russell Crowe, ator neozelandês-australiano.
  - Álex Kouri, político peruano.
- 1965
  - Renata Ceribelli, jornalista brasileira.
  - Günther Steiner, engenheiro e dirigente automobilístico italiano.
- 1967
  - Bodo Illgner, ex-futebolista alemão.
  - Mark Elrick, ex-futebolista neozelandês.
  - Alex Christensen, DJ, compositor e produtor musical alemão.
- 1968
  - Duncan Armstrong, ex-nadador e comentarista esportivo australiano.
  - Jennifer Lynch, atriz, diretora, produtora e roteirista americana.
  - Aleš Čeh, ex-futebolista esloveno.
- 1969
  - Ricky Watters, ex-jogador de futebol americano estadunidense.
  - Roberto Maltagliati, ex-futebolista italiano.
  - Tadashi Kawashima, artista japonês (m. 2010).
  - Jennifer Lynch, diretora, roteirista e atriz estadunidense.
  - Vadim Naumov, patinador artístico russo (m. 2025).
- 1970
  - Leif Ove Andsnes, pianista e educador norueguês.
  - Jiří Novotný, ex-futebolista tcheco.
  - Piet Norval, ex-tenista sul-africano.
- 1971
  - Matt Anoa'i, wrestler samoano (m. 2017).
  - Flávio Silvino, ator e cantor brasileiro.
  - Franky Vandendriessche, ex-futebolista belga.
  - Guillaume Depardieu, ator francês (m. 2008).
  - Victor Kraatz, ex-patinador artístico teuto-canadense.
  - Raúl Cascini, ex-futebolista argentino.
- 1972
  - Timothy Peake, astronauta britânico.
  - Gianluca Grignani, cantor e compositor italiano.
- 1973
  - Marco Delvecchio, ex-futebolista italiano.
  - Roger Gobeth, ator brasileiro.
  - Marina de La Riva, cantora brasileira.
  - Sandra Minnert, ex-futebolista alemã.
  - Adriano Félix Teixeira, ex-futebolista e treinador de futebol brasileiro.
- 1975
  - Karin Dreijer Andersson, cantora, compositora e produtora sueca.
  - Tiki Barber, ex-jogador de futebol americano e jornalista estadunidense.
  - Ronnie Belliard, ex-jogador de beisebol americano.
  - Heather Burns, atriz estadunidense.
  - Pablo Machín, treinador de futebol espanhol.
  - Miklos Lendvai, futebolista e treinador de futebol húngaro (m. 2023).
- 1976 — Kevin Alejandro, ator e produtor estadunidense.
- 1977 — Jenni Haukio, poetisa finlandesa.
- 1978
  - Duncan James, cantor, compositor e ator britânico.
  - Lilia Osterloh, ex-tenista americana.
- 1979
  - Adrián Beltré, ex-jogador de beisebol dominicano-americano.
  - Patrick Crayton, ex-jogador de futebol americano estadunidense.
  - Michel Kratochvil, ex-tenista suíço.
  - Nico Santos, ator filipino-americano.
- 1980
  - Milene Pavorô, cantora e modelo brasileira.
  - Bruno Covas, advogado e político brasileiro (m. 2021).
  - Daniel Furlan, humorista e músico brasileiro.
- 1981
  - Kazuki Watanabe, compositor e guitarrista japonês (m. 2000).
  - Suzann Pettersen, golfista norueguesa.
  - Gustavo Villani, jornalista e narrador esportivo brasileiro.
- 1982
  - Sonjay Dutt, lutador profissional americano.
  - Agata Mróz-Olszewska, jogadora de vôlei polonesa (m. 2008).
  - Franz Burgmeier, ex-futebolista liechtensteinense.
  - Marcelo Jeneci, cantor, compositor e músico brasileiro.
- 1983
  - Franck Ribéry, ex-futebolista francês.
  - Marcos Angeleri, ex-futebolista argentino.
  - Manuel Cardoso, ex-ciclista português.
  - Ramón, ex-futebolista brasileiro.
  - Lukaian Baptista, jogador de futsal brasileiro.
  - Ismail Matar, ex-futebolista emiradense.
- 1984 — Renat Ianbaiev, ex-futebolista russo.
- 1985
  - Ariela Massotti, atriz brasileira.
  - MiChi, cantora britânica.
  - Jack Bauer, ciclista neozelandês.
- 1986
  - Christian Fuchs, ex-futebolista austríaco.
  - Élton Arábia, ex-futebolista brasileiro.
  - Samuel, ex-futebolista brasileiro.
  - Anabela Cossa, jogadora de basquete moçambicana.
  - Jack Duarte, ator, cantor e guitarrista mexicano.
  - Cícero Lins, cantor, compositor e produtor musical brasileiro.
- 1987
  - Martín Cáceres, futebolista uruguaio.
  - Jamar Smith, jogador de futebol americano estadunidense.
  - Patrick Gretsch, ex-ciclista alemão.
- 1988
  - Ed Speleers, ator e produtor britânico.
  - Yasushi Endo, ex-futebolista japonês.
  - Abdul Salam Al-Mukhaini, futebolista omani (m. 2025).
  - Pere Riba, ex-tenista e treinador de tênis espanhol.
- 1989
  - Franco Di Santo, futebolista argentino.
  - Kalle Multanen, futebolista finlandês.
  - Teddy Riner, judoca francês.
- 1990
  - Nickel Ashmeade, velocista jamaicano.
  - Sorana Cîrstea, tenista romena.
  - Boquita, ex-futebolista brasileiro.
  - Yoshimar Yotún, futebolista peruano.
- 1991
  - Luka Milivojević, futebolista sérvio.
  - Anne-Marie, cantora e compositora britânica.
- 1992
  - Andreea Acatrinei, ginasta romena.
  - Gerard Moreno, futebolista espanhol.
  - Alexis Jordan, cantora e atriz estadunidense.
  - Negueba, futebolista brasileiro.
  - William Carvalho, futebolista português.
  - Gilbert Álvarez, futebolista boliviano.
- 1993
  - Vincenzo Grifo, futebolista alemão.
  - Kell Smith, cantora e compositora brasileira.
  - Ilídio José Panzo, futebolista angolano.
- 1994
  - Roberto Gagliardini, futebolista italiano.
  - Miku Tashiro, judoca japonesa.
- 1995 — Jérémy Lecroq, ciclista francês.
- 1996 — Michael Estrada, futebolista equatoriano.
- 1999
  - Emma Wilson, velejadora britânica.
  - Danilo, futebolista brasileiro.
- 2000 — Kaito Toba, motociclista japonês.

### Século XXI
- 2001 — Kayla Sanchez, nadadora canadense.
- 2002 — Thiago Borbas, futebolista uruguaio.
- 2004
  - Ana Cristina de Souza, jogadora de vôlei brasileira.
  - Matilde Jorge, tenista portuguesa.

## Mortes

### Anteriores ao século XIX
- 0924 — Berengário I, Sacro Imperador Romano-Germânico (n. 845).
- 1234 — Sancho VII de Navarra (n. 1160).
- 1302 — Maomé II de Granada (n. 1235).
- 1498 — Carlos VIII da França (n. 1470).
- 1605 — Naresuan, rei de Ayutthaya (n. 1555).
- 1614 — El Greco, pintor e escultor greco-espanhol (n. 1541).
- 1651 — Lennart Torstensson, marechal e engenheiro sueco (n. 1603).
- 1658 — Juan Eusebio Nieremberg, místico e filósofo espanhol (n. 1595).
- 1668 — William Davenant, poeta e dramaturgo inglês (n. 1606).
- 1704 — Cristóvão Luís I de Stolberg, nobre alemão (n. 1634).
- 1719 — João Batista de La Salle, padre e santo francês (n. 1651).
- 1747 — Leopoldo I de Anhalt-Dessau (n. 1676).
- 1758 — Joachim Wilhelm von Brawe, dramaturgo alemão (n. 1738).
- 1761 — Thomas Bayes, matemático britânico (n. 1702).
- 1782 — Taksin, rei tailandês (n. 1734).
- 1783 — Ignaz Holzbauer, compositor austríaco (n. 1711).
- 1789
  - Abdulamide I, sultão otomano (n. 1725).
  - Petrus Camper, médico, anatomista e fisiologista neerlandês (n. 1722).

### Século XIX
- 1803 — Toussaint Louverture, general haitiano (n. 1743).
- 1816 — Maria Luísa de Áustria-Este (n. 1787).
- 1821
  - Francisco de Melo da Cunha de Mendonça e Meneses, militar e político português (n. 1761).
  - Simone Assemani, numismata e orientalista italiano (n. 1752).
- 1823 — Jacques Alexandre Cesar Charles, físico e matemático francês (n. 1746).
- 1830 — Luís António Furtado de Castro do Rio de Mendonça e Faro, político e nobre português (n. 1754).
- 1834 — Jean-Louis Marie Poiret, botânico e explorador francês (n. 1755).
- 1835 — Joaquim José de Azevedo, nobre português (n. 1761).
- 1836 — William Godwin, jornalista e escritor britânico (n. 1756).
- 1844 — James Scarlett, 1º Barão de Abinger (n. 1769).
- 1858 — Anton Diabelli, compositor e editor austríaco (n. 1781).
- 1868 — Thomas D'Arcy McGee, jornalista, ativista e político irlando-canadense (n. 1825).
- 1874 — Paulo Martins de Almeida, nobre brasileiro (n. 1807).
- 1877 — Giovanni Domenico Nardo, naturalista italiano (n. 1802).
- 1885 — Carl Theodor Ernst von Siebold, fisiologista e zoólogo alemão (n. 1804).
- 1889 — Alcides Rodrigues Pereira, magistrado brasileiro (n. 1812).
- 1891 — P. T. Barnum, empresário e político americano (n. 1810).
- 1899 — Pieter Rijke, físico neerlandês (n. 1812).

### Século XX
- 1906 — Manuel Afonso de Freitas Amorim, banqueiro brasileiro (n. 1831).
- 1914 — Maomé Aiube Cã, emir afegão (n. 1857).
- 1917 — Spyridon Samaras, compositor e dramaturgo grego (n. 1861).
- 1921 — Alexandre Braga, filho, político português (n. 1871).
- 1922 — A. V. Dicey, jurista britânico (n. 1835).
- 1926 — Giovanni Amendola, jornalista e político italiano (n. 1882).
- 1928 — Alexander Bogdanov, médico, filósofo e escritor russo (n. 1873).
- 1934 — Karl von Einem, militar alemão (n. 1853).
- 1937 — Alfred Collmann, engenheiro austríaco (n. 1851).
- 1938 — Suzanne Valadon, pintora francesa (n. 1867).
- 1939
  - Joseph Lyons, educador e político australiano (n. 1879).
  - Pedro Max Fernando Frontin, militar brasileiro (n. 1867).
- 1943 — Alexandre Millerand, advogado e político francês (n. 1859).
- 1945 — Walter Busch, militar alemão (n. 1919).
- 1947 — Henry Ford, engenheiro e empresário americano (n. 1863).
- 1949 — John Gourlay, futebolista canadense (n. 1872).
- 1950 — Walter Huston, ator e cantor canadense-americano (n. 1884).
- 1955 — Theda Bara, atriz norte-americana (n. 1885).
- 1957 — Liberato Salzano Vieira da Cunha, jornalista brasileiro (n. 1920).
- 1958 — Roscoe Frank Sanford, astrônomo estadunidense (n. 1883).
- 1960 — Henri Guisan, general suíço (n. 1874).
- 1966 — Walt Hansgen, automobilista americano (n. 1919).
- 1968 — Jim Clark, automobilista britânico (n. 1936).
- 1977 — Jim Thompson, escritor estadunidense (n. 1906).
- 1981
  - Kit Lambert, produtor musical e empresário britânico (n. 1935).
  - Norman Taurog, diretor e roteirista norte-americano (n. 1899).
- 1982 — Harald Ertl, automobilista e jornalista austríaco (n. 1948).
- 1985 — Carl Schmitt, filósofo e jurista alemão (n. 1888).
- 1986 — Leonid Kantorovich, matemático e economista russo (n. 1912).
- 1987 — Dénes Pataky, patinador artístico húngaro (n. 1916).
- 1990
  - Ronald Evans, capitão, engenheiro e astronauta norte-americano (n. 1933).
  - Dick Lundy, diretor de animações estadunidense (n. 1907).
- 1994
  - Lee Brilleaux, cantor, compositor e guitarrista britânico (n. 1952).
  - Golo Mann, historiador e escritor alemão (n. 1909).
  - Agathe Uwilingiyimana, química, acadêmica e política ruandesa (n. 1953).
- 1997 — Georgi Shonin, general, aviador e astronauta ucraniano-russo (n. 1935).
- 1998 — Alex Schomburg, pintor e ilustrador porto-riquenho-americano (n. 1905).
- 2000 — Moacir Barbosa Nascimento, futebolista brasileiro (n. 1921).

### Século XXI
- 2001
  - Beatrice Straight, atriz norte-americana (n. 1914).
  - David Graf, ator norte-americano (n. 1950).
- 2002 — John Agar, ator americano (n. 1921).
- 2003 — Albery Seixas da Cunha, pintor e artista plástico brasileiro (n. 1944).
- 2005
  - Givi Nodia, futebolista georgiano (n. 1948).
  - Cliff Allison, automobilista britânico (n. 1932).
- 2007 — Barry Nelson, ator estadunidense (n. 1917).
- 2008 — Ludu Daw Amar, jornalista e escritora birmanesa (n. 1915).
- 2009 — Dave Arneson, designer de jogos americano (n. 1947).
- 2010 — George Nissen, ginasta estadunidense (n. 1914).
- 2011
  - Pierre Gauvreau, pintor canadense (n. 1922).
  - Fausto Rocha, político brasileiro (n. 1938).
- 2012
  - Ignace Moussa I Daoud, cardeal sírio (n. 1930).
  - Mike Wallace, jornalista de televisão americano (n. 1918).
- 2014
  - George Dureau, pintor e fotógrafo americano (n. 1930).
  - James Alexander Green, matemático e acadêmico americano-britânico (n. 1926).
  - Josep Maria Subirachs, escultor e pintor espanhol (n. 1927).
- 2015
  - Tim M. Babcock, soldado e político americano (n. 1919).
  - Stan Freberg, marionetista, dublador e cantor americano (n. 1926).
  - Richard Henyekane, futebolista sul-africano (n. 1983).
  - Geoffrey Lewis, ator americano (n. 1935).
- 2016
  - Blackjack Mulligan, lutador americano (n. 1942).
  - Flávio Guarnieri, ator brasileiro (n. 1959).
- 2019 — Seymour Cassel, ator americano (n. 1935).

## Feriados e eventos cíclicos
- Dia Mundial da Saúde, celebrado pelos 191 membros da Organização Mundial de Saúde
- Dia Internacional para Reflexão do Genocídio de 1994 contra os Tutsi em Ruanda

### Brasil
- Dia do Jornalista
- Dia do Corretor
- Dia do Médico Legista
- Patrocínio, estado de Minas Gerais (aniversário da cidade)
- Ipumirim, estado de Santa Catarina (aniversário da cidade)
- Ouro, estado de Santa Catarina (aniversário do município)
- Pariconha, estado de Alagoas (aniversário do município)
- Dom Basílio, estado da Bahia (aniversário do município)
- Sete de Abril (Salvador), estado da Bahia (aniversário do bairro)
- Araçoiaba da Serra, estado de São Paulo (aniversário do município)
- Torrinha, estado de São Paulo (aniversário do município)
- Palmeira, estado do Paraná (aniversário do município)

### Moçambique
- Dia da Mulher Moçambicana

### Cristianismo
- Afraates
- Hegésipo
- João Batista de La Salle
- Notker, o Gago
- Tikhon I de Moscou

## Outros calendários
- No calendário romano era o 7.º dia (VII) antes dos idos de abril.
- No calendário litúrgico tem a letra dominical F para o dia da semana.
- No calendário gregoriano a epacta do dia é xxii.